# Gypsy Punks: Underdog World Strike
Gypsy Punks: Underdog World Strike – album nowojorskiego zespołu Gogol Bordello z roku 2005 wydany przez wytwórnię SideOneDummy Records.

## Lista utworów
1. Sally (3:03)
2. I Would Never Wanna Be Young Again (3:46)
3. Not a Crime (4:31)
4. Immigrant Punk (3:45)
5. 60 Revolutions (2:58)
6. Avenue B (3:08)
7. Dogs Were Barking (4:53)
8. Oh No (2:59)
9. Start Wearing Purple (3:43)
10. Think Locally, Fuck Globally (4:23)
11. Underdog World Strike (5:24)
12. Illumination (3:52)
13. Santa Marinella (5:28)
14. Undestructable (4:53)
15. Mishto (6:51)